# Saison 2018 des Cubs de Chicago
La saison 2018 des Cubs de Chicago est la 143e saison en Ligue majeure de baseball pour cette franchise. 

## Saison régulière
La saison régulière de 162 matchs des Cubs débute le 29 mars par une visite aux Marlins de Miami et se termine le 30 septembre suivant. Le match local d'ouverture au Wrigley Field de Chicago est programmé pour le 9 avril face aux Pirates de Pittsburgh.

### Classement
| Ligue nationale division Centrale | V  | D  | %    | Diff. | Diff. (élim.) |
| --------------------------------- | -- | -- | ---- | ----- | ------------- |
| Brewers de Milwaukee              | 96 | 67 | ,589 | -     | -             |
| Cubs de Chicago                   | 95 | 68 | ,583 | 1     | -             |
| Cardinals de Saint-Louis          | 88 | 74 | ,543 | 7.5   | -             |
| Pirates de Pittsburgh             | 82 | 79 | ,509 | 13    | -             |
| Reds de Cincinnati                | 67 | 95 | ,414 | 28.5  | -             |